# Tussen de liefde en de leegte
Tussen de liefde en de leegte is het tweede studioalbum van Stef Bos.

## Achtergrond
Het album kwam uit in 1992. Het album kwam op 7 november van dat jaar de Album Top 100 binnen. Na 3 weken was het album weer uit deze lijst verdwenen, de hoogst behaalde positie was plaats 74. De opnames vonden plaats in juli 1992 in de Bullet Sound Studio 1 in Nederhorst den Berg. Voor de theatertour naar aanleiding van deze cd ontving hij in 1993 de Pall Mall Exportprijs.

## Nummers
| Nr. | Titel                         | Schrijver(s) | Duur |
| --- | ----------------------------- | ------------ | ---- |
| 1.  | Marleen                       | Stef Bos     | 4:10 |
| 2.  | Alles wat ik heb              | Stef Bos     | 3:27 |
| 3.  | De rivier                     | Stef Bos     | 3:49 |
| 4.  | Te groot voor woorden         | Stef Bos     | 3:27 |
| 5.  | De tederheid                  | Stef Bos     | 2:54 |
| 6.  | Jij bent voor mij             | Stef Bos     | 3:02 |
| 7.  | De radio                      | Stef Bos     | 2:34 |
| 8.  | De figuranten                 | Stef Bos     | 3:33 |
| 9.  | Altijd lente                  | Stef Bos     | 3:01 |
| 10. | Ik heb je lief                | Stef Bos     | 2:58 |
| 11. | Tussen de liefde en de leegte | Stef Bos     | 3:08 |
| 12. | Mijn stad                     | Stef Bos     | 3:19 |
| 13. | Tijd om te gaan               | Stef Bos     | 3:19 |

## Meewerkende muzikanten
- Slagwerk – Marcel Serierse
- Basgitaar – Jan Hollestelle
- Piano en synthesizers – Hans Jansen
- Gitaren en synthesizers – Hans Hollestelle
- Producer en achtergrondzang – Boudewijn de Groot